# هيزل وولف
هيزل وولف (بالإنجليزية: Hazel Wolf)‏ هي عالمة بيئة أمريكية، ولدت في 10 مارس 1898، وتوفيت في 19 يناير 2000.

## وصلات خارجية
- هيزل وولف على موقع إن إن دي بي (الإنجليزية)